# Adam Malik
Pour les articles homonymes, voir Adam Malik (homonymie).
Adam Malik Batubara, né le 22 juillet 1917 et mort le 5 septembre 1984, est un journaliste et homme d'État indonésien. Il est ministre des Affaires étrangères de 1966 à 1977. Il est le troisième vice-président d'Indonésie de 1978 à 1983 sous la dictature de Soeharto.
En 1937, il lance l'agence presse d'Antara et il rejoint le mouvement nationaliste de gauche, le Gerindo (en).
Malik fait partie des fondateurs du Parti Rakjat en 1946 et du Parti Murba (en) en 1948.
Il est président de l'Assemblée générale des Nations unies pour la session 1971-1972.